# Ilha das Cabras (Santa Catarina)
A ilha das Cabras é uma ilha situada a 600 metros da Praia Central de Balneário Camboriú, no estado brasileiro de Santa Catarina. É considerada um dos principais cartões postais do município e foi tombada como área de preservação. A ilha tem uma iluminação toda especial durante o ano todo. Quem quiser ver o lugar mais de perto pode fazer o passeio de barco pela orla. A ilha tem esse nome devido a um antigo morador que criava cabras no local.

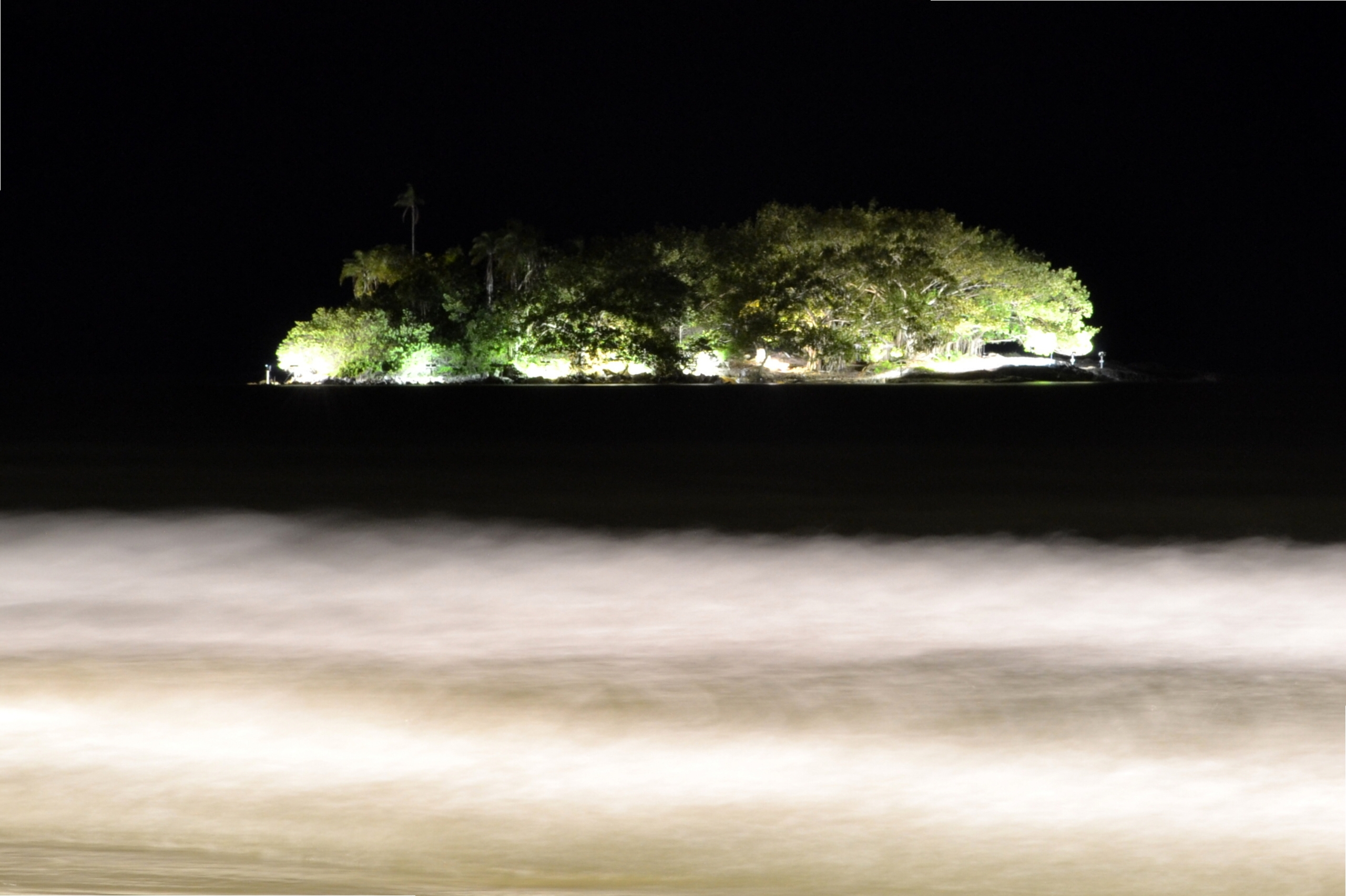
Iluminação noturna
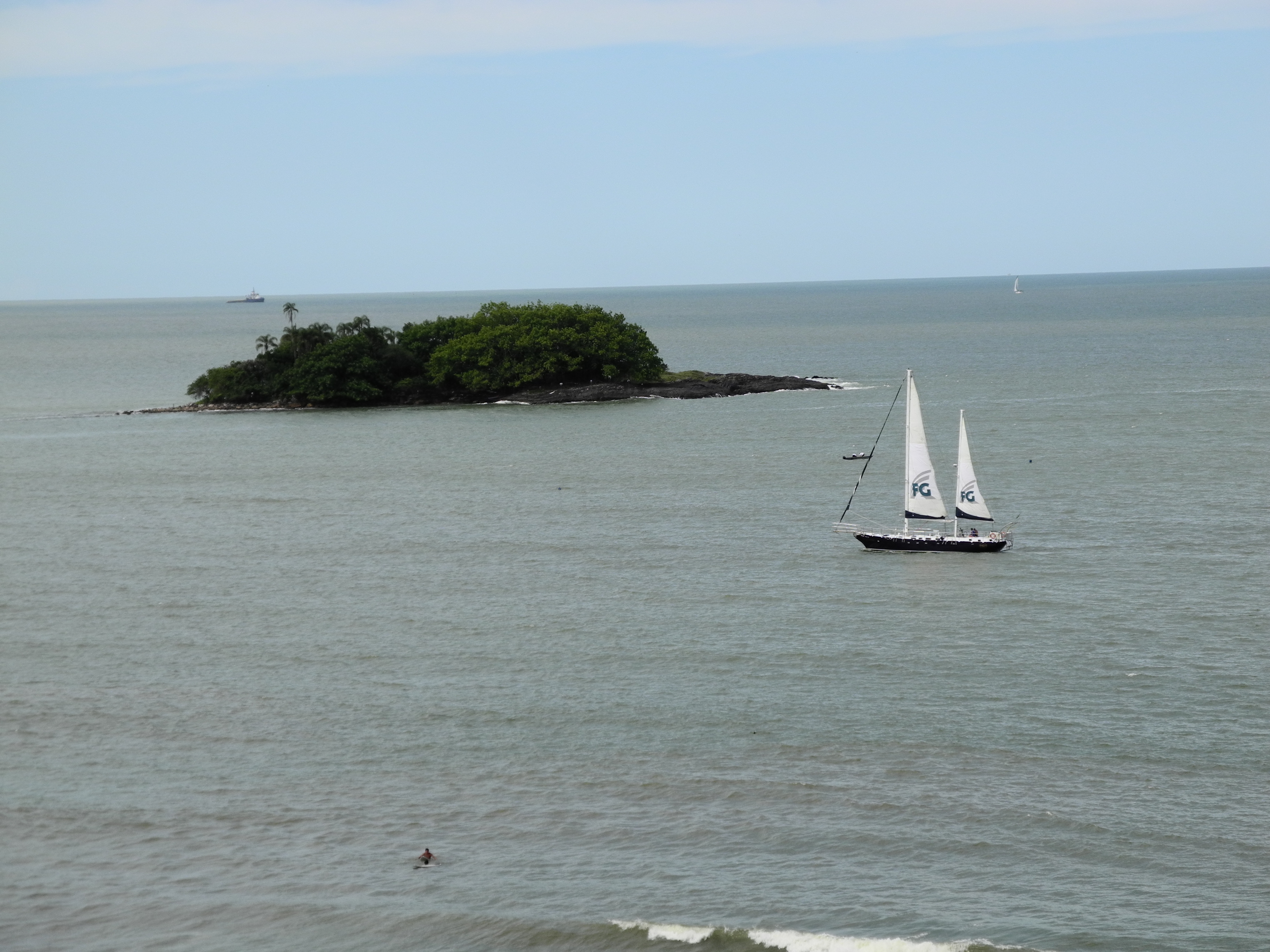
Vista da ilha
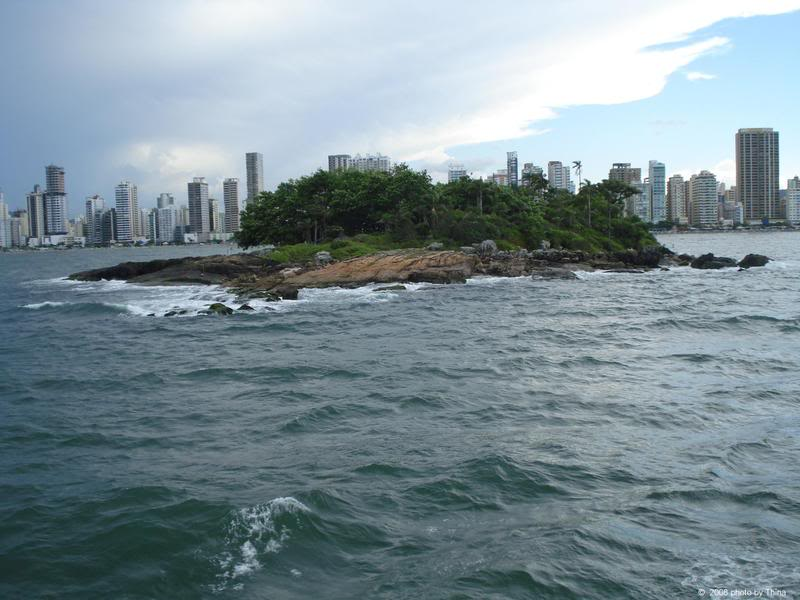
Vista posterior da ilha